# Marie-José Nat
Marie-José Nat, właśc. Marie-José Benhalassa (ur. 22 kwietnia 1940 w Bonifacio, zm. 10 października 2019 w Paryżu) – francuska aktorka filmowa, teatralna i telewizyjna. Laureatka nagrody dla najlepszej aktorki na 27. MFF w Cannes za rolę w filmie Skrzypce na balu (1974) Michela Dracha.

## Życiorys
Marie-José Benhalassa urodziła się w Bonifacio na Korsyce. Wyszła za mąż za reżysera Michela Dracha i zagrała u niego w licznych filmach, m.in. Amelia albo czas miłości (1961), Élise (1970), a zwłaszcza Skrzypce na balu (1974), opowiadającym o jego doświadczeniach z dzieciństwa podczas II wojny światowej. Rola w jego Czasie przeszłym (1977) przyniosła jej nagrodę dla najlepszej aktorki na MFF w Karlowych Warach. 
Była również znana z filmów takich jak: Życie małżeńskie: On i Życie małżeńskie: Ona (1963) André Cayatte'a, Waleczni przeciw rzymskim legionom (1966) Sergiu Nicolaescu, Litan (1982) Jean-Pierre'a Mocky'ego czy Pociąg życia (1998) Radu Mihăileanu.